# Teresa Rampazzi
Teresa Rampazzi   (Vicenza, 31 d'octubre de 1914 - Bassano del Grappa, 16 de desembre de 2001), nom de soltera Teresa Rossi, fou una pianista i compositora italiana pionera de la música electrònica i la música generada per ordinador.

## Formació i primers anys
Teresa Rampazzi va néixer a Vicenza, Itàlia i allà va estudiar piano des de petita amb un professor particular, continuant els seus estudis al Conservatori Giuseppe Verdi a Milà, on va obtenir el diploma de piano l’any 1933. Al conservatori va fer amistat amb músics destacats com Franco Donatoni, René Leibowitz, Severino Gazzelloni, Bruno Maderna o Heinz-Klaus Metzger, amb qui es reunia al saló de casa seva.
Va viure a Verona, Itàlia i el 1956 va mudar-se amb el seu marit a Pàdua on va formar part del Trio Bartók (Elio Peruzzi: clarinet, Edda Pitton: violí, Teresa Rampazzi: piano) i va decidir promoure la música d’avantguarda d’Aston Webern i Alban Berg. Entre 1956 i 1960 també va formar part del conjunt musical Circolo Pozzetto.
A Padua, va lluitar contra la resistència del públic per promoure la música contemporània.
Tenia una opinió molt ben formada sobre la música electroacústica que resumeix perfectament una de les seves frases cèl·lebres:
| « | “mi convinsi che quella era la strada per uscire completamente dalla musica tonale” | » |

| « | em vaig convèncer que aquella era la via per sortir completament de la música tonal | » |

## Descobriment electrònica
Rampazzi va mostrar interès en l’avantguarda. Als cursos internacionals d’estiu de música contemporània Internationale Ferienkurse für Neue Musik va sentir per primera vegada els experiments electrònics realitzats per Herbert Eimert.
El febrer 1959 va conèixer a John Cage en un concert i va decidir deixar enrere la música tonal i la forma tradicional. En aquest concert a Pàdua també hi van formar part Heinz-Klaus i Sylvano Bussotti i es van poder sentir obres com: Music for Piano, Winter Music, Variations I & II, Music Walk.

## Investigació, docència i N.P.S.
El 1965 funda juntament amb l’artista i dissenyador Ennio Chiggio el Grup N.P.S. (Nuove Proposte Sonore) un col·lectiu experimental que treballava amb equips analògics que va convertir-se en un dels principals estudis d’investigació privada de música, juntament amb l’S2FM de Pietro Grossi i amb l’Studio di Musica Elettronica di Torino SMET. L’N.P.S. va operar arran del famós Grup Enne i va considerar l'art com un producte col·lectiu, anònim, no destinat al gaudi. L'any 1968, després d'haver abandonat la seva associació amb Chiggio, Teresa Rampazzi va continuar la seva recerca en solitari, dedicant-se a la docència.
El 1972, Rampazzi es converteix en catedràtica de música electrònica al conservatori de Padua i allà continua treballant en les seves investigacions i publica articles professionals sobre la música electrònica i, acompanyada de dos antics alumnes seus (Alvise Vidolin i Giovanni De Poli), va crear el Centre de Sonologia Computacional de la Universitat de Padua (CSC), un centre de recerca i producció de música per ordinador. Cohetàniament, als seixanta anys va acostar-se a la tecnologia digital, tenint una relació conflictiva amb l’ordinador (el va definir com “il gran monstro”) i al CSC va compondre pràcticament la totalitat de les seves obres, obtenint diversos premis.
La seva primera obra de música per ordinador With the light pen (1976) va rebre una menció especial al Concurs Internacional de Música Electroacústica de Bourges i el 1980, al mateix concurs va obtenir el segon premi per la seva obra Amen noch basada en un fragment d’Heràclit.
També va treballar a l’estudi STEM (“Studio for Electronic Music") de la Universitat d’Ultrecht (Països Baixos), a la Universitat catòlica de Washington (EUA), a l’Electromusic Studio d’Estocolm (Suècia) i al departament de música per a ordinador a la Universitat de Pisa.

## Últims anys
El 1984 va morir el seu marit i la seva mort va provocar-li un gran rebuig cap el passat. Va vendre casa seva i va donar totes les seves eines musicals al departament de música a la Universitat de Padua, com a llegat per a futures generacions, i decideix retirar-se. Va viure uns anys a la ciutat de Asís i més tard va instal·lar-se a Bassano (Vicenza) on va viure fins a la seva mort: el desembre de 2001. El seu cos descansa al cementiri d’Asiago.

## Obres
Va compondre nombroses obres mitjançant la generació de so electrònic i gravacions en cinta que s’han utilitzat a bandes sonores de pel·lícules, documentals i fins i tot per ballets.
- Ipotesi1 (1965)
- Ipotesi2 (1965)
- Ricerca1 (1965)
- Ricerca2 (1965)
- Ricerca3 (1965)
- Ricerca4 (1965)
- Operation 1 (1966)
- Operation 2 (1966)
- Operation 3 (1966)
- Function 1 (1966)
- Function 3 (1966)
- Function 4 (2 tracks)(1966)
- Function 5 (1966)
- Rhythm 1 (1967)
- Rhythm 2 (1967)
- Rhythm 3 (1967)
- Module 1 (1967)
- Module 2 (1967)
- Module 3 (1967)
- Module 4 (1967)
- Module 5 (1967)
- Interference 1 (1968)
- Interference 2 (1968)
- Dynamics 1 (1968)
- Masse 1 (1968)
- Masse 2 (1968)
- Freq Mod 1 (1969)
- Freq Mod 2 (1969)
- Imp & Ritha (1970)
- Environ (1970)
- Collections (1970)
- Eco 1 (1971)
- Filter 1 (1971)
- Taras on 3 (1971)
- Immagini per Diana Baylon (1972)
- Computer 1800 (1972)
- Hardlag (1972)
- With the light pen (1976)
- noch atmen (1980) (second prize in Bourges),
- Geometry in motion (1982)
- Almost a Haiku (1987)
- Polifonie di Novembre (1988)

Rampazzi va publicar només tres peces durant la seva vida:
- With the light pen (1976), menció especial al 8è Concurs Internacional de Música Electroacústica, Bourges (França): recull de peces guanyadores.
- Fluxus (1979) LP EDI-PAN PRC S 20-16, Roma, 1984.
- Amen noch (1980), segon premi al Concurs Internacional de Música Electroacústica, Bourges (França): recull de peces guanyadores.

La primera recopilació de la seva música es va estrenar l’any 2009, incloent la "Musica Endoscopica" composta per a un documental sobre endoscòpia, seguida d'altres números.
- Musica Endoscopica, Teresa Rampazzi, DIE SCHACHTEL (2009)
- Gruppo NPS Nuove Proposte Sonore 1965-1972, Teresa Rampazzi, Ennio Chiggio et al., DIE SCHACHTEL, DS23 (2011)
- Imatges per Diana Baylon, Teresa Rampazzi, DIE SCHACHTEL, DS30 (2016)